# شركة فرونتير للاتصالات
شركة فرونتير للاتصالات (بالإنجليزية: Frontier Communications)‏ هي شركة اتصالات هاتفية أمريكية. تأسست في 1935. ويقع مقرها في كونيتيكت. في الولايات المتحدة، تقدم خدماتها أساسا للمناطق الريفية والمجتمعات الصغيرة. وكانت تعرف سابقا باسم شركة مرافق المواطنين (بالإنجليزية: Citizens Utilities Company)‏ حتى مايو 2000، عندما غيرت أسمها مرة أخرى إلي شركة اتصالات المواطنين (بالإنجليزية: Citizens Communications Company)‏ حتى 31 يوليو 2008، عندما غيرت أسمها إلى الأسم الحالي.
فرونتير للاتصالات هي سادس أكبر شركة أتصالات محلية، وخامس أكبر مزود لخطوط الاشتراكات الرقمية (DSL) (من حيث منطقة التغطية) في الولايات المتحدة. بالإضافة إلى الخدمات الهاتفية المحلية والمسافات الطويلة، فأن فرونتير للاتصالات تقدم خدمات الإنترنت ذات النطاق العريض، وخدمة التلفزيون الرقمي، والدعم التقني لكمبيوترات العملاء سواء كانت منزلية أو تجارية في 28 ولاية في الولايات المتحدة.

## وصلات خارجية
- الموقع الإلكتروني